# Better Place

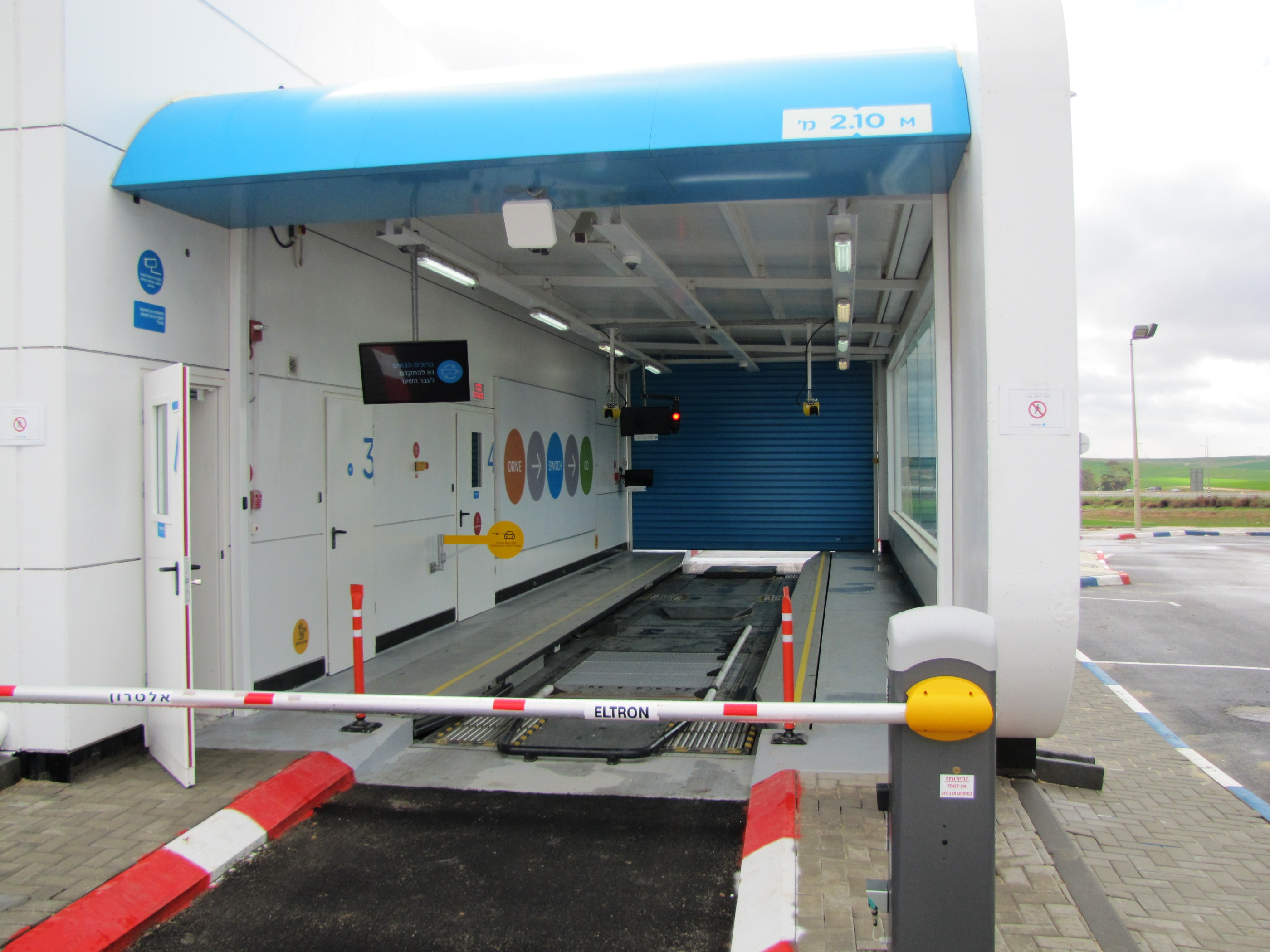
Batterie-Wechselstation von Better Place 2013 in Israel

Better Place war ein US-amerikanisches Unternehmen mit Sitz in Palo Alto, das eine flächendeckende Infrastruktur von Batteriewechselstationen für Elektroautos aufbauen wollte. Das Unternehmen wurde 2007 von Ex-SAP-Manager Shai Agassi gegründet, der aber im Oktober 2012 seine Funktionen im Unternehmen niederlegte. Ende Mai 2013 stellte das Unternehmen in Israel einen Insolvenzantrag, nachdem letzte Finanzierungsgespräche gescheitert waren. Die Reste wurden im November 2013 an den Konkurrenten Grngy für 450.000 US-Dollar verkauft. Zeitweise hatte das Unternehmen Investments im Umfang von 850 Millionen angezogen.

## Geschäftsmodell
Gemäß Shai Agassi ist der Unternehmensname, ursprünglich Project Better Place, aus einer Frage von Klaus Schwab auf dem Weltwirtschaftsforum 2005 hervorgegangen:

“How do you make the world a better place by 2020?”

„Wie können wir bis 2020 die Welt zu einem besseren Ort machen?“

Agassi sah eine Lösung dieser Frage in der Abkehr vom Erdöl für den Individualverkehr.
Mehrere Städte und Länder konnten von den Realisierungschancen der Unternehmensphilosophie überzeugt werden – zu ihnen gehörten Israel (Inbetriebnahme 2011), Dänemark und Japan (Feldversuch mit Akkuwechselstationen seit Mai 2009). In der Planungsphase befanden sich auch Hawaii, San Francisco Bay Area, Ontario und die Südostküste Australiens; allerdings gab das Unternehmen im Januar 2013 bekannt, sich zunächst auf Israel und Dänemark konzentrieren zu wollen.
Im Einzelnen sollte das Geschäft wie folgt funktionieren:
- Der Kunde kauft ein Elektroauto ohne Antriebsbatterie von einem beliebigen Fahrzeughersteller (beim Pilotprojekt war es der Renault Fluence), der Akkumulator dagegen ist Eigentum von Better Place.[6]
- Die für das Fahren benötigte Energie (Akku und Strom) wird von Better Place angeboten. Mit der Unterstützung einer ausgefeilten Software bezahlt der Kunde aber nur gefahrene Kilometer, analog zu einem Mobilfunk-Vertrag.[6]
- Geplant sind Akkus mit einer Reichweite von ca. 160 km. Diese werden beim Kunden zuhause, am Arbeitsplatz oder auf öffentlichen Parkplätzen mit eigens dafür errichteten Stationen aufgeladen.[7]
- Für längere Strecken werden vollautomatische Akkumulatorwechsel-Stationen aufgebaut, in denen der erschöpfte Akku automatisch durch einen geladenen ersetzt wird.[7]
- Die Fahrzeuge werden grundsätzlich von umweltfreundlich erzeugtem Strom aus Windkraftanlagen und Solarkraftwerken angetrieben.[8]

Förderlich für das Geschäftsmodell war die Ausgliederung der hohen Preise für Antriebsbatterien aus den Anschaffungskosten, die allerdings stetig fallen sollten, sowie die Verlagerung des Lebensdauerrisikos vom Nutzer auf den Betreiber. Geht man davon aus, dass die Wechselstationen eine größere Anzahl von wenigen Akkutypen bereithalten, hätten diese eine wichtige Rolle für die Pufferung von Leistungsspitzen im Stromnetz spielen können. Die Abrechnung der ausgetauschten Energie wäre in diesem Fall sehr einfach gewesen. Für den Endnutzer wäre der rasche automatisierte „Tank-Vorgang“ und die Gewissheit, auch lange Strecken per E-Mobil zurücklegen zu können, von Vorteil gewesen.
Hemmend für das Geschäftsmodell war die notwendige Festlegung auf einen oder wenige Akkumulatortypen sowie die notwendige Lagerhaltung und der notwendige einheitliche Tauschmechanismus, wodurch die Konstruktionsfreiheit der Hersteller und deren Einfluss auf den Antriebsakku als teuerstes Einzelbauteil stark eingeschränkt wurde. Auch die für die Abrechnung notwendige Überwachung der Fahrzeuge wurde aus Datenschutzgründen kritisch gesehen.

## Elektrofahrzeuge
Für die Entwicklung von Elektroautos hatte Better Place das Unternehmen Renault-Nissan gewonnen, dessen PKW-Modell Renault Fluence in einer Version mit wechselbarer Batterie angeboten wurde.
Bei der Entwicklung der Batterie arbeitete Better Place mit A123 Systems und der Automotive Energy Supply Corporation (AESC) zusammen. Genutzt werden sollten Lithium-Ionen-Akkumulatoren, die eine Reichweite von 100 Meilen/160 km gewährleisten sollten.

### Z.E. Concept
Z.E. steht dabei für Zero Emission (Null Abgase). Von Renault wurden mehrere Elektroautos für das Projekt vorgestellt, beispielsweise der Renault Fluence Z.E., der Kangoo Z.E. oder der Renault Zoe. Zur Optimierung der Reichweite waren die Stromverbraucher neben dem Motor wie Licht, Heizung, Klimaanlage besonders sparsam ausgelegt. Patrick Pelato von Renault kündigte die Produktion von 20.000 bis 40.000 Elektroautos ab 2011 und mehr als 100.000 für 2012 an.

## Investoren
Finanziert wurde das Unternehmen durch Wagniskapitalanlagegesellschaften, u. a. von Acorns to Oaks II, Esarbee Investments Canada, GC Investments, HSBC, Israel Cleantech Ventures, Lazard, Macquarie Capital, Maniv Energy Capital, Morgan Stanley, Musea Ventures, Ofer Brothers Group, VantagePoint Venture Partners, Vayikra Partners und Wolfensohn & Co. Hauptaktionär war zuletzt Israel Corp.

## Länderprojekte

### Israel
Shai Agassi, selbst ein Israeli, startete das Unternehmen mit einem Projekt in Israel. Das Land mit einer maximalen Entfernung von 150 km zwischen den städtischen Zentren und mit einer Bevölkerung, bei der 90 % der Autobesitzer täglich unter 70 km Fahrtweg haben, schien ideal geeignet für die konzipierten Autos mit ihrer Reichweite von 160 km. Die Regierung unter Präsident Shimon Peres und Premierminister Ehud Olmert unterzeichneten mit Better Place und Renault-Nissan einen Vertrag mit dem Ziel, bis 2020 eine Infrastruktur aufzubauen, die Israel bis 2020 vom Erdöl unabhängig machen sollte.
CEO von Better Place Israel war Generalmajor a. D. Moshe Kaplinsky, früher Stellvertretender Chef des israelischen Generalstabs.
Im März 2011 legte Better Place die Planungen für den Aufbau von 40 Batteriewechselstationen vor. Hinzu kamen 400 Abkommen über Ladepunkte, 200 Ladepunkte sollten bis Ende 2011 realisiert werden.
Als Better Place im Mai 2013 Insolvenz anmeldete, waren 940 „Renault Fluence“-Fahrzeuge in Betrieb, die mit Batterien von Better Place ausgestattet waren.
Die Batterietauschstationen wurden 2013 stillgelegt.

### Dänemark
Auch Dänemark wurde als Land angesehen, das eine für das Batteriewechselprojekt sinnvolle Größe aufweist. Vertragspartner von Better Place waren hier ebenfalls Renault und als Energielieferant Dong Energy (Danish Oil & Natural Gas).
Von Dänemark aus sollte mit einem Kapitaleinsatz von 103 Mio. Euro das europäische Projekt realisiert werden. Der frühere IBM-Manager Jens Moberg, CEO von Better Place Denmark, wurde deshalb auch Chef der Unternehmenseinheit Better Place Europe, Middle East and Africa Business Development ernannt.